# Elecciones municipales de 2021 en Santiago
Las elecciones municipales de Santiago de 2021 tuvieron lugar el 11 de abril de 2021, así como en todo Chile, para elegir a los responsables de la administración local, es decir, de las comunas. En el caso de la capital de la Región Metropolitana, esta eligió a su alcalde y a 10 concejales.

## Resultados

### Alcalde
| Alcalde actual            | Alcalde actual                | Felipe Alessandri Vergara (RN) | Felipe Alessandri Vergara (RN) | Felipe Alessandri Vergara (RN) | Felipe Alessandri Vergara (RN) |
| Candidato                 | Pacto                         | Partido                        | Votos                          | %                              | Resultado                      |
| ------------------------- | ----------------------------- | ------------------------------ | ------------------------------ | ------------------------------ | ------------------------------ |
| Alfredo Morgado Travezan  | Unidad por el Apruebo         | PPD                            | 13.753                         | 11,72                          |                                |
| Irací Hassler Jacob       | Chile Digno, Verde y Soberano | PCCh                           | 45.377                         | 38.68                          | Alcaldesa                      |
| Felipe Alessandri Vergara | Chile Vamos                   | RN                             | 41.420                         | 35,30                          |                                |
| Helmut Kramer Ángel       | Dignidad Ahora                | PH                             | 4.711                          | 4,02                           |                                |
| Fernando Neira            | Ecologistas e Independientes  | PEV                            | 10.706                         | 9,13                           |                                |
| Boris Araos Cancino       | Unión Patriótica              | UPA                            | 1.358                          | 1,16                           |                                |

### Concejales electos
| Candidato              | Pacto                         | Partido  | Votos | %    |
| ---------------------- | ----------------------------- | -------- | ----- | ---- |
| Dafne Concha Ferrando  | Chile Digno, Verde y Soberano | PCCh     | 7.835 | 7,01 |
| Camila Davagnino Reyes | Chile Digno, Verde y Soberano | PCCh     | 5.059 | 4,53 |
| Virginia Palma Erpel   | Chile Digno, Verde y Soberano | PCCh     | 1.830 | 1,64 |
| Juan Mena Echeverría   | Chile Vamos                   | RN       | 3.519 | 3,15 |
| Santiago Mekis Arnolds | Chile Vamos                   | RN       | 2.610 | 2,34 |
| Ana Yáñez Varas        | Frente Amplio                 | RD       | 3.978 | 3,56 |
| Yasna Tapia Cisternas  | Frente Amplio                 | COM      | 3.382 | 3,03 |
| Rosario Carvajal Araya | Dignidad Ahora                | Ind/PI   | 3.793 | 3,39 |
| Marcela Urquiza Díaz   | Ecologistas e Independientes  | Ind./PEV | 5.929 | 5,31 |
| Paola Melo Cea         | Unidad por el Apruebo         | PS       | 2.476 | 2,22 |

     Concejal que obtiene la primera mayoría de votos en las elecciones municipales, realizadas el 15 y 16 de mayo de 2021.
- Datos: Q106874997